# Ptsjelarovo (Dobritsj)
Ptsjelarovo (Bulgaars: Пчеларово) is een dorp in Bulgarije. Het is gelegen in de gemeente General Tosjevo, oblast  Dobritsj en telde op 31 december 2019 zo’n 455 inwoners. Er is tevens een gelijknamig dorp in de gemeente Tsjernootsjene in oblast Kardzjali.

## Bevolking
Op 31 december 2019 telde het dorp 455 inwoners. De grootste bevolkingsgroep vormen de etnische Bulgaren (60%), gevolgd door de Roma (37%).
| Jaar      | 1934 | 1946 | 1956 | 1965 | 1975 | 1985 | 1992 | 2001 | 2011 | 2018 |
| Bevolking | 1148 | 1177 | 1243 | 1284 | 1088 | 718  | 738  | 668  | 482  | 455  |